# Antun Rudinski
Antun Rudinski, szerbül: Aнтун Pудинcки (Szabadka, 1937. október 1. – Villingen-Schwenningen, Németország, 2017. október 7.) jugoszláv válogatott szerb labdarúgó, csatár, edző.

## Sikerei, díjai
Crvena zvezda
- Jugoszláv bajnokság
  - bajnok (4): 1955–56, 1956–57, 1958–59, 1959–60
- Jugoszláv kupa
  - győztes (2): 1958, 1959
- Bajnokcsapatok Európa-kupája (BEK)
  - elődöntős: 1956–57

 Partizan
- Jugoszláv bajnokság
  - bajnok: 1962–63